# Alessandro Bisolti
Alessandro Bisolti (7 de março de 1985 em Gavardo) é um ciclista italiano, membro da equipa Androni Giocattoli-Sidermec .

## Palmarés
- 2006
  - Classificação geral da Giro do Vale de Aosta
  - 3.º do Troféu MP Filtri
- 2007
  - Casalincontrada-Block Haus
  - 2.º de Zanè-Monte Cengio
  - 3.º do Troféu Tempestini Ledo
  - 3.º da Coppa Romano Ballerini
  - 3.º do Troféu Broglia Marzé Quintino
  - 3.º da Volta a Lérida
  - 3.º do Troféu Gianfranco Bianchin
- 2008
  - 2.º do Grande Prêmio San Basso
  - 3.º do Memorial Gerry Gasparotto
- 2018
  - 3.º da Tour de Bihor

## Resultados na as grandes voltas

### Volta de Itália
3 participações
- 2010 : 74.º
- 2015 : 49.º
- 2016 : 81.º

## Classificações mundiais
| Ano             | 2006   | 2007  | 2008  | 2009 | 2010  | 2011  | 2012  | 2013 | 2014   |
| UCI Asia Tour   |        |       |       |      |       |       |       |      | 427.º. |
| UCI Europe Tour | 213.º. | 245.º | 701.º |      | 660.º | 639.º | 391.º |      |        |